# 장상수
장상수(張相秀, 1950년 3월 5일 ~ )는 대한민국 대구광역시의회 의원이다.

## 학력
- 대구중앙고등학교
- 한국방송통신대학교 행정학과

## 경력
- 대구광역시 구･군의회 의장협의회 회장
- 지역균형발전지방의회협의회 회장
- 1998년 7월 1일 ~ 2002년 6월 30일 : 제3대 대구광역시 동구의회 의원
  - 1998.07 ~ 2000.07 : 제3대 대구광역시 동구의회 도시건설위원회 간사
  - 2000.07 ~ 2002.06 : 제3대 대구광역시 동구의회 도시건설위원회 위원
- 2002년 7월 1일 ~ 2006년 6월 30일 : 제4대 대구광역시 동구의회 의원
  - 2002.07 ~ 2004.07 : 제4대 대구광역시 동구의회 도시건설위원회 위원
  - 2004.07 ~ 2006.06 : 제4대 대구광역시 동구의회 부의장
  - 2004.07 ~ 2006.06 : 제4대 대구광역시 동구의회 운영총무위원회 위원
- 2006년 7월 1일 ~ 2010년 6월 30일 : 제5대 대구광역시 동구의회 의원
  - 2006.07 ~ 2008.06 : 제5대 대구광역시 동구의회 운영총무위원회 위원
  - 2008.07 ~ 2010.06 : 제5대 대구광역시 동구의회 의장
- 2014년 7월 1일 ~ 2018년 6월 30일 : 제7대 대구광역시의회 의원
  - 제7대 대구광역시의회 남부권신공항유치 특별위원회 위원장
  - 제7대 대구광역시의회 경제환경위원회 위원
  - 제7대 대구광역시의회 예산결산특별위원장
- 2018년 7월 1일 ~ 2022년 6월 30일 : 제8대 대구광역시의회 의원
  - 2018.07 ~ 2020.06 : 제8대 대구광역시의회 전반기 부의장
  - 2018.07 ~ 2020.06 : 제8대 대구광역시의회 전반기 경제환경위원회 위원
  - 2018.07 ~ 2020.06 : 제8대 대구광역시의회 전반기 윤리특별위원회 위원
  - 2020.07 ~ 2022.06 : 제8대 대구광역시의회 후반기 의장
- 2020.09 ~ 2022.06 : 제17대 전국시도의회의장협의회 전반기 수석부회장

## 역대 선거 결과
|  | 61.84% |

|  | 0% |

|  | 18.18% |

|  | 0% |

|  | 53.42% |